# Temporada 2021 del Campeonato de Fórmula Regional Europea
La temporada 2021 del Campeonato de Fórmula Regional Europea fue la tercera edición de dicha competición. Comenzó el 17 de abril en Imola y finalizó el 31 de octubre en Monza.
Además fue la primera edición tras la fusión de la categoría con la Eurocopa de Fórmula Renault. Los monoplazas del campeonato fueron propulsados por motores Alpine.
Grégoire Saucy se quedó con el título de pilotos al acabar en la quinta posición en la carrera 1 de la ronda en Mugello.

## Escuderías y pilotos
Todos los participantes compitieron con monoplazas Tatuus T-318-Alpine.
| Escudería             | N.º | Piloto              | Estado | Rondas    |
| --------------------- | --- | ------------------- | ------ | --------- |
| Prema Powerteam       | 1   | Paul Aron           |        | Todas     |
| Prema Powerteam       | 12  | David Vidales       |        | Todas     |
| Prema Powerteam       | 17  | Dino Beganovic      | N      | Todas     |
| KIC Motorsport        | 2   | Nico Göhler         | N      | Todas     |
| KIC Motorsport        | 5   | Patrik Pasma        |        | 1-5       |
| KIC Motorsport        | 11  | Gianluca Petecof    |        | 7-10      |
| KIC Motorsport        | 13  | Jasin Ferati        | N      | 6, 8-9    |
| KIC Motorsport        | 40  | Konsta Lappalainen  | I      | 10        |
| KIC Motorsport        | 58  | Elias Seppänen      | N      | 1-7       |
| ART Grand Prix        | 5   | Patrik Pasma        |        | 6-10      |
| ART Grand Prix        | 23  | Thomas ten Brinke   | N      | 1-5       |
| ART Grand Prix        | 26  | Grégoire Saucy      |        | Todas     |
| ART Grand Prix        | 46  | Gabriele Minì       | N      | Todas     |
| R-ace GP              | 6   | Isack Hadjar        | N      | Todas     |
| R-ace GP              | 10  | Hadrien David       |        | Todas     |
| R-ace GP              | 15  | Léna Bühler         | N F    | 2-10      |
| R-ace GP              | 22  | Zane Maloney        |        | Todas     |
| R-ace GP              | 97  | Sami Meguetounif    | N I    | 9-10      |
| G4 Racing             | 7   | Axel Gnos           | N      | Todas     |
| G4 Racing             | 9   | Callum Hedge        | N      | 10        |
| G4 Racing             | 30  | Michael Belov       |        | 5-10      |
| G4 Racing             | 55  | Alessandro Famularo |        | 2-4       |
| G4 Racing             | 72  | Belén García        | N F    | 1-2, 4, 8 |
| Arden Motorsport      | 8   | William Alatalo     |        | Todas     |
| Arden Motorsport      | 14  | Nicola Marinangeli  |        | Todas     |
| Arden Motorsport      | 21  | Alex Quinn          |        | Todas     |
| FA Racing by MP       | 9   | Alexandre Bardinon  |        | 1-8       |
| FA Racing by MP       | 25  | Alexandre Bardinon  | 9-10   |           |
| FA Racing by MP       | 19  | Andrea Rosso        | N      | Todas     |
| FA Racing by MP       | 85  | Gabriel Bortoleto   | N      | Todas     |
| FA Racing by MP       | 89  | Arias Deukmedjian   | N I    | 9         |
| Monolite Racing       | 13  | Jasin Ferati        | N      | 1-5       |
| Monolite Racing       | 35  | Pietro Delli Guanti | N      | Todas     |
| Monolite Racing       | 55  | Dexter Patterson    | N      | 6, 10     |
| Monolite Racing       | 99  | José Garfias        | N      | 7-9       |
| JD Motorsport         | 16  | Tommy Smith         |        | Todas     |
| JD Motorsport         | 33  | Michael Belov       | I      | 4         |
| JD Motorsport         | 33  | Ido Cohen           |        | 6-7, 9-10 |
| JD Motorsport         | 91  | Eduardo Barrichello | N      | Todas     |
| MP Motorsport         | 27  | Kas Haverkort       | N      | Todas     |
| MP Motorsport         | 43  | Franco Colapinto    |        | Todas     |
| MP Motorsport         | 77  | Dilano van't Hoff   | I      | 8-10      |
| MP Motorsport         | 96  | Oliver Goethe       | N      | Todas     |
| DR Formula            | 41  | Emidio Pesce        |        | Todas     |
| DR Formula            | 71  | Brad Benavides      |        | 1-5       |
| Van Amersfoort Racing | 51  | Francesco Pizzi     | N      | Todas     |
| Van Amersfoort Racing | 62  | Lorenzo Fluxá       |        | Todas     |
| Van Amersfoort Racing | 64  | Mari Boya           | N      | Todas     |
| Fuente:               |     |                     |        |           |

| Icono | Leyenda  |
| ----- | -------- |
| N     | Novato   |
| F     | Femenino |
| I     | Invitado |

## Calendario
| Ronda   | Ronda | Circuito                                       | Fecha            |
| ------- | ----- | ---------------------------------------------- | ---------------- |
| 1       | C1    | Autodromo Enzo e Dino Ferrari, Imola           | 17 de abril      |
| 1       | C2    | Autodromo Enzo e Dino Ferrari, Imola           | 18 de abril      |
| 2       | C1    | Circuito de Barcelona-Cataluña, Montmeló       | 8 de mayo        |
| 2       | C2    | Circuito de Barcelona-Cataluña, Montmeló       | 9 de mayo        |
| 3       | C1    | Circuito de Mónaco, Montecarlo                 | 22 de mayo       |
| 3       | C2    | Circuito de Mónaco, Montecarlo                 | 23 de mayo       |
| 4       | C1    | Circuito Paul Ricard, Le Castellet             | 29 de mayo       |
| 4       | C2    | Circuito Paul Ricard, Le Castellet             | 30 de mayo       |
| 5       | C1    | Circuito de Zandvoort, Zandvoort               | 19 de junio      |
| 5       | C2    | Circuito de Zandvoort, Zandvoort               | 20 de junio      |
| 6       | C1    | Circuito de Spa-Francorchamps, Francorchamps   | 24 de julio      |
| 6       | C2    | Circuito de Spa-Francorchamps, Francorchamps   | 25 de julio      |
| 7       | C1    | Red Bull Ring, Spielberg                       | 11 de septiembre |
| 7       | C2    | Red Bull Ring, Spielberg                       | 12 de septiembre |
| 8       | C1    | Circuito Ricardo Tormo, Valencia               | 25 de septiembre |
| 8       | C2    | Circuito Ricardo Tormo, Valencia               | 26 de septiembre |
| 9       | C1    | Autódromo Internacional del Mugello, Scarperia | 9 de octubre     |
| 9       | C2    | Autódromo Internacional del Mugello, Scarperia | 10 de octubre    |
| 10      | C1    | Autodromo Nazionale di Monza, Monza            | 30 de octubre    |
| 10      | C2    | Autodromo Nazionale di Monza, Monza            | 31 de octubre    |
| Fuente: |       |                                                |                  |

## Resultados
| Ronda | Ronda | Ronda             | Pole Position    | Vuelta rápida    | Piloto ganador   | Escudería ganadora | Novato ganador    |
| ----- | ----- | ----------------- | ---------------- | ---------------- | ---------------- | ------------------ | ----------------- |
| 1     | C1    | Imola             | David Vidales    | Hadrien David    | David Vidales    | Prema Powerteam    | Isack Hadjar      |
| 1     | C2    | Imola             | Grégoire Saucy   | David Vidales    | Grégoire Saucy   | ART Grand Prix     | Gabriele Minì     |
| 2     | C1    | Barcelona         | Grégoire Saucy   | Grégoire Saucy   | Grégoire Saucy   | ART Grand Prix     | Gabriele Minì     |
| 2     | C2    | Barcelona         | Grégoire Saucy   | Isack Hadjar     | Grégoire Saucy   | ART Grand Prix     | Isack Hadjar      |
| 3     | C1    | Montecarlo        | Isack Hadjar     | Isack Hadjar     | Isack Hadjar     | R-ace GP           | Isack Hadjar      |
| 3     | C2    | Montecarlo        | Zane Maloney     | Isack Hadjar     | Zane Maloney     | R-ace GP           | Isack Hadjar      |
| 4     | C1    | Le Castellet      | Grégoire Saucy   | Grégoire Saucy   | Hadrien David    | R-ace GP           | Gabriele Minì     |
| 4     | C2    | Le Castellet      | Grégoire Saucy   | Michael Belov    | Grégoire Saucy   | ART Grand Prix     | Isack Hadjar      |
| 5     | C1    | Zandvoort         | Grégoire Saucy   | Grégoire Saucy   | Grégoire Saucy   | ART Grand Prix     | Gabriele Minì     |
| 5     | C2    | Zandvoort         | Grégoire Saucy   | Franco Colapinto | Grégoire Saucy   | ART Grand Prix     | Gabriele Minì     |
| 6     | C1    | Spa-Francorchamps | Michael Belov    | Michael Belov    | Michael Belov    | G4 Racing          | Dino Beganovic    |
| 6     | C2    | Spa-Francorchamps | Grégoire Saucy   | Michael Belov    | Grégoire Saucy   | ART Grand Prix     | Gabriele Minì     |
| 7     | C1    | Spielberg         | Franco Colapinto | Franco Colapinto | Franco Colapinto | MP Motorsport      | Gabriel Bortoleto |
| 7     | C2    | Spielberg         | Franco Colapinto | Franco Colapinto | Grégoire Saucy   | ART Grand Prix     | Gabriel Bortoleto |
| 8     | C1    | Valencia          | Franco Colapinto | Franco Colapinto | Franco Colapinto | MP Motorsport      | Mari Boya         |
| 8     | C2    | Valencia          | Michael Belov    | Dino Beganovic   | Michael Belov    | G4 Racing          | Isack Hadjar      |
| 9     | C1    | Mugello           | Paul Aron        | Michael Belov    | Paul Aron        | Prema Powerteam    | Gabriel Bortoleto |
| 9     | C2    | Mugello           | Paul Aron        | Paul Aron        | Paul Aron        | Prema Powerteam    | Dino Beganovic    |
| 10    | C1    | Monza             | Hadrien David    | Isack Hadjar     | Hadrien David    | R-ace GP           | Isack Hadjar      |
| 10    | C2    | Monza             | Dino Beganovic   | Dino Beganovic   | Isack Hadjar     | R-ace GP           | Isack Hadjar      |

## Clasificaciones

### Puntuaciones
| Posición | 1.º | 2.º | 3.º | 4.º | 5.º | 6.º | 7.º | 8.º | 9.º | 10.º |
| Puntos   | 25  | 18  | 15  | 12  | 10  | 8   | 6   | 4   | 2   | 1    |

### Campeonato de Pilotos
| Pos.                                            | Piloto              | IMO | IMO | BAR | BAR | MON | MON | LEC | LEC | ZAN | ZAN | SPA | SPA | SPI | SPI | VAL | VAL | MUG | MUG | MNZ | MNZ | Puntos |
| ----------------------------------------------- | ------------------- | --- | --- | --- | --- | --- | --- | --- | --- | --- | --- | --- | --- | --- | --- | --- | --- | --- | --- | --- | --- | ------ |
| 1                                               | Grégoire Saucy      | 5   | 1   | 1   | 1   | 22  | Ret | DSQ | 1   | 1   | 1   | 8   | 1   | 5   | 1   | 12  | 3   | 5   | 3   | 4   | 10  | 277    |
| 2                                               | Hadrien David       | 3   | 4   | 12  | Ret | 4   | 3   | 1   | 10  | 3   | 12  | 2   | 3   | 2   | Ret | 7   | 6   | 23  | 6   | 1   | 3   | 209    |
| 3                                               | Paul Aron           | 4   | 2   | 3   | 4   | 3   | Ret | 14  | 26  | 4   | 7   | 18  | 8   | 3   | 13  | 4   | 12  | 1   | 1   | 6   | 2   | 197    |
| 4                                               | Zane Maloney        | Ret | 3   | 9   | 9   | 2   | 1   | 4   | 6   | 15  | 8   | 3   | 2   | 9   | 3   | 8   | 8   | 11  | 14  | 3   | 7   | 170    |
| 5                                               | Isack Hadjar        | 7   | 12  | 7   | 3   | 1   | 2   | 21  | 4   | 6   | 11  | 7   | 9   | 12  | 6   | 9   | 4   | 12  | 13  | 2   | 1   | 166    |
| 6                                               | Franco Colapinto    | WD  | WD  | 28† | Ret | WD  | WD  | 12  | 12  | 5   | 2   | Ret | 6   | 1   | 4   | 1   | 2   | Ret | 5   | 7   | 6   | 140    |
| 7                                               | Gabriele Minì       | 11  | 6   | 2   | 5   | 10  | 10  | 3   | Ret | 2   | 3   | 6   | 4   | 11  | 12  | 14  | 10  | 9   | Ret | Ret | 5   | 122    |
| 8                                               | Michael Belov       |     |     |     |     |     |     | 2   | 2   | 9   | DNS | 1   | 5   | 6   | Ret | 5   | 1   | 2   | 4   | 9   | 8   | 116    |
| 9                                               | Alex Quinn          | 2   | Ret | 4   | 2   | 6   | 4   | 6   | 21  | 10  | Ret | 10  | Ret | 4   | 8   | 6   | 15  | 14  | 11  | 13  | 11  | 104    |
| 10                                              | David Vidales       | 1   | 7   | Ret | Ret | 7   | 6   | 11  | 8   | 11  | 14  | Ret | 25  | 13  | 7   | 2   | 5   | 3   | 15  | 10  | Ret | 102    |
| 11                                              | William Alatalo     | 6   | 5   | 6   | 7   | 8   | 14  | 9   | 3   | 12  | 4   | 9   | 10  | 8   | 15  | 13  | 13  | 4   | 16  | 14  | 9   | 91     |
| 12                                              | Patrik Pasma        | 13  | 16  | 10  | 8   | 5   | 5   | 5   | 7   | Ret | 22  | 5   | 11  | 17  | 10  | 33  | 22  | 16  | 18  | 16  | Ret | 56     |
| 13                                              | Dino Beganovic      | 8   | 19  | 15  | 10  | 17  | Ret | 10  | 11  | 8   | 17  | 4   | 14  | 14  | 11  | 10  | Ret | Ret | 2   | 5   | 31† | 53     |
| 14                                              | Mari Boya           | 10  | 8   | 5   | 19  | 9   | 8   | Ret | 31  | 7   | 9   | 11  | 13  | 10  | 14  | 3   | 7   | Ret | 12  | Ret | 12  | 51     |
| 15                                              | Gabriel Bortoleto   | 9   | 11  | 23  | 22  | 23  | 21  | 18  | 28  | 17  | 18  | 28  | 12  | 7   | 2   | 11  | 9   | 6   | 8   | 8   | 28  | 44     |
| 16                                              | Kas Haverkort       | Ret | 25  | Ret | 17  | 14  | 11  | 7   | 15  | 18  | 6   | 14  | 18  | 29  | Ret | 15  | 14  | 10  | 7   | 11  | 4   | 35     |
| 17                                              | Thomas ten Brinke   | WD  | WD  | 8   | 6   | 16  | 7   | 8   | 9   | 19  | 21  |     |     |     |     |     |     |     |     |     |     | 28     |
| 18                                              | Pietro Delli Guanti | 16  | Ret | 11  | 13  | 11  | 13  | 17  | 13  | Ret | 24  | 15  | Ret | 15  | 5   | 16  | 19  | 7   | 9   | 18  | 22  | 18     |
| 19                                              | Andrea Rosso        | 12  | 20  | 13  | 11  | 13  | 9   | 13  | 5   | DNS | 16  | 17  | 21  | 18  | 29  | 26  | 17  | 17  | Ret | Ret | 26  | 14     |
| 20                                              | Francesco Pizzi     | 18  | 17  | 21  | 15  | 15  | 12  | 20  | 32† | 13  | 5   | 13  | 16  | 22  | 9   | 18  | 16  | 18  | 17  | 12  | 16  | 12     |
| 21                                              | Dexter Patterson    |     |     |     |     |     |     |     |     |     |     | 19  | 7   |     |     |     |     |     |     | WD  | WD  | 6      |
| 22                                              | Gianluca Petecof    |     |     |     |     |     |     |     |     |     |     |     |     | Ret | 28  | 22  | 11  | 8   | 10  | 21  | 14  | 5      |
| 23                                              | Oliver Goethe       | 14  | 9   | 17  | 16  | 18  | 17  | 16  | 16  | 14  | 10  | 24  | 17  | 16  | 18  | 23  | 29  | 15  | 29  | 26  | 27  | 3      |
| 24                                              | Elias Seppänen      | 15  | 10  | 18  | Ret | 12  | 15  | 15  | 14  | 16  | 13  | 16  | 19  | 23  | 17  |     |     |     |     |     |     | 1      |
| 25                                              | Lorenzo Fluxá       | 19  | 13  | 14  | 20  | DNS | Ret | Ret | 19  | 20  | 15  | 12  | 20  | 19  | 16  | 19  | 23  | 19  | 24  | 23  | 19  | 0      |
| 26                                              | Brad Benavides      | Ret | 14  | 16  | 12  | 24  | Ret | 28  | 20  | 21  | 20  |     |     |     |     |     |     |     |     |     |     | 0      |
| 27                                              | Ido Cohen           |     |     |     |     |     |     |     |     |     |     | 21  | 15  | 25  | 19  |     |     | 13  | Ret | 25  | Ret | 0      |
| 28                                              | Axel Gnos           | 17  | 15  | 20  | 14  | 19  | DNQ | Ret | 25  | 28  | 25  | 20  | 23  | 27  | 24  | 27  | 20  | 26  | 19  | 29  | 21  | 0      |
| 29                                              | Eduardo Barrichello | 20  | 23  | DNS | 23  | NC  | 16  | 19  | 29  | 23  | 19  | 25  | 22  | 24  | 25  | 17  | 26  | 21  | 22  | 31  | 17  | 0      |
| 30                                              | Nicola Marinangeli  | Ret | 18  | Ret | 21  | Ret | Ret | 25  | Ret | 27  | 28  | 26  | Ret | 20  | 21  | 31  | 18  | 30  | 28  | 17  | Ret | 0      |
| 31                                              | Tommy Smith         | Ret | 21  | 22  | 25  | DNQ | Ret | 23  | 17  | Ret | 29  | 22  | Ret | Ret | 27  | 21  | 21  | 24  | 27  | 28  | 18  | 0      |
| 32                                              | Alessandro Famularo |     |     | Ret | 18  | 21  | DNQ | Ret | 18  |     |     |     |     |     |     |     |     |     |     |     |     | 0      |
| 33                                              | Alexandre Bardinon  | 24  | Ret | 26  | 26  | DNQ | 18  | 26  | 23  | 26  | 27  | Ret | Ret | 30† | Ret | Ret | 28  | 28  | 31  | 20  | 29  | 0      |
| 34                                              | Nico Göhler         | 21  | Ret | 24  | 28  | DNQ | 19  | 27  | 27  | 22  | 26  | 23  | 24  | 26  | 22  | 28  | 24  | Ret | 26  | 19  | 24  | 0      |
| 35                                              | Jasin Ferati        | 22  | Ret | 19  | Ret | Ret | DNQ | 22  | Ret | WD  | WD  | Ret | Ret |     |     | 32  | 31  | Ret | 30  |     |     | 0      |
| 36                                              | José Garfias        |     |     |     |     |     |     |     |     |     |     |     |     | 28  | 20  | 24  | Ret | 20  | 23  |     |     | 0      |
| 37                                              | Emidio Pesce        | NC  | 24  | Ret | 24  | DNQ | 20  | 24  | 22  | 25  | 23  | Ret | 26  | 21  | 23  | 25  | 30  | Ret | 25  | 27  | 25  | 0      |
| 38                                              | Léna Bühler         |     |     | 25  | 27  | 20  | DNQ | 29  | 30  | 24  | 30  | 27  | 27  | Ret | 26  | 30  | 25  | 29  | 32  | 30  | 23  | 0      |
| 39                                              | Belén García        | 23  | 22  | 27  | 29  |     |     | 30  | 24  |     |     |     |     |     |     | 29  | 27  |     |     |     |     | 0      |
| Pilotos invitados inelegibles para sumar puntos |                     |     |     |     |     |     |     |     |     |     |     |     |     |     |     |     |     |     |     |     |     |        |
|                                                 | Sami Meguetounif    |     |     |     |     |     |     |     |     |     |     |     |     |     |     |     |     | 22  | 20  | 15  | 13  |        |
|                                                 | Dilano van't Hoff   |     |     |     |     |     |     |     |     |     |     |     |     |     |     | 20  | Ret | 25  | 21  | 24  | 15  |        |
|                                                 | Callum Hedge        |     |     |     |     |     |     |     |     |     |     |     |     |     |     |     |     |     |     | 22  | 20  |        |
|                                                 | Arias Deukmedjian   |     |     |     |     |     |     |     |     |     |     |     |     |     |     |     |     | 27  | 33  |     |     |        |
|                                                 | Konsta Lappalainen  |     |     |     |     |     |     |     |     |     |     |     |     |     |     |     |     |     |     | Ret | 30  |        |
| Pos.                                            | Piloto              | IMO | IMO | BAR | BAR | MON | MON | LEC | LEC | ZAN | ZAN | SPA | SPA | SPI | SPI | VAL | VAL | MUG | MUG | MNZ | MNZ | Puntos |

| Color     | Resultado                                                               |
| --------- | ----------------------------------------------------------------------- |
| Oro       | Ganador                                                                 |
| Plata     | 2.ª plaza                                                               |
| Bronce    | 3.ª plaza                                                               |
| Verde     | Finalizó en los puntos                                                  |
| Azul      | Finalizó sin puntos                                                     |
| Azul      | NC - No clasificado                                                     |
| Violeta   | Ret - No terminó (Carrera)                                              |
| Rojo      | DNQ - No se clasificó                                                   |
| Negro     | DSQ - Descalificado                                                     |
| Blanco    | DNS - No empezó (carrera)                                               |
| Blanco    | WD - Retirado (fin de semana)                                           |
| Blanco    | C - Carrera cancelada                                                   |
| Sin color | DNP - Inscrito pero no participó                                        |
| Sin color | INJ - Lesionado                                                         |
| Sin color | EX - Excluido                                                           |
| Estado    | Resultado                                                               |
| Negrita   | Pole position                                                           |
| Cursiva   | Vuelta rápida                                                           |
| †         | Abandona, pero clasifica al completar el porcentaje requerido para ello |

| Novato |

### Campeonato de Escuderías
| Pos. | Escudería             | Puntos |
| ---- | --------------------- | ------ |
| 1    | R-ace GP              | 481    |
| 2    | ART Grand Prix        | 422    |
| 3    | Prema Powerteam       | 346    |
| 4    | Arden Motorsport      | 195    |
| 5    | MP Motorsport         | 177    |
| 6    | G4 Racing             | 116    |
| 7    | Van Amersfoort Racing | 63     |
| 8    | FA Racing by MP       | 58     |
| 9    | KIC Motorsport        | 51     |
| 10   | Monolite Racing       | 24     |
| 11   | JD Motorsport         | 0      |
| 12   | DR Formula            | 0      |

### Citas
1. ↑  Allen, Peter (31 de octubre de 2020). «Formula Regional Europe to be powered by Alpine in Eurocup merger». FormulaScout.com (en inglés estadounidense). Consultado el 30 de diciembre de 2020.
2. ↑  «Mugello Race 1: Aron wins and Saucy is the Champion». Campeonato de Fórmula Regional Europea (en inglés). 9 de octubre de 2021. Consultado el 9 de octubre de 2021.
3. ↑  Allen, Peter (4 de febrero de 2021). «Paul Aron returns to Prema for Formula Regional European Championship». FormulaScout.com (en inglés). Consultado el 4 de febrero de 2021.
4. ↑  «David Vidales ficha por el campeón Prema Powerteam para 2021». Mundo Deportivo. 14 de diciembre de 2020. Consultado el 14 de diciembre de 2020.
5. ↑  «DINO BEGANOVIC MOVES UP TO FORMULA REGIONAL EUROPEAN CHAMPIONSHIP BY ALPINE WITH PREMA». Prema Powerteam (en inglés). 12 de enero de 2020. Archivado desde el original el 19 de octubre de 2022. Consultado el 12 de enero de 2020.
6. ↑  Wood, Elliot (15 de febrero de 2021). «KIC Motorsport commits to FREC’s new era with Nico Gohler». FormulaScout.com (en inglés). Consultado el 15 de febrero de 2021.
7. ↑  Wood, Elliot (19 de febrero de 2021). «Pasma remains in FREC for title challenge with KIC Motorsport». FormulaScout.com (en inglés). Consultado el 19 de febrero de 2021.
8. ↑  Wood, Elliot (7 de septiembre de 2021). «FREC champion Petecof returns to series with KIC Motorsport». FormulaScout.com (en inglés). Consultado el 7 de septiembre de 2021.
9. ↑  Wood, Ida (21 de julio de 2021). «Jasin Ferati finds new FREC berth at KIC Motorsport». FormulaScout.com (en inglés). Consultado el 21 de julio de 2021.
10. ↑  «ENTRY LIST V2» (PDF). Campeonato de Fórmula Regional Europea (en inglés). Consultado el 28 de octubre de 2021.
11. ↑  Wood, Elliot (4 de marzo de 2021). «Elias Seppanen steps up to FREC with KIC Motorsport». FormulaScout.com (en inglés). Consultado el 5 de marzo de 2021.
12. ↑  «PATRIK PASMA JOINS ART FOR THE REMAINDER OF THE FRECA SEASON». ART Grand Prix (en inglés). 8 de julio de 2021. Consultado el 8 de julio de 2021.
13. ↑  «ART RETAINS THOMAS TEN BRINKE FOR THE NEW FORMULA REGIONAL EUROPEAN CHAMPIONSHIP BY ALPINE». ART Grand Prix (en inglés). 20 de enero de 2021. Consultado el 20 de enero de 2021.
14. ↑  Wood, Elliot (22 de enero de 2021). «Gregoire Saucy stays with ART GP for Formula Regional Europe move». FormulaScout.com (en inglés). Consultado el 22 de enero de 2021.
15. ↑  Allen, Peter (21 de enero de 2021). «Gabriele Mini joins ART for Formula Regional European Championship». FormulaScout.com (en inglés). Consultado el 21 de enero de 2021.
16. ↑  Wood, Elliot (4 de enero de 2021). «French F4 race-winner Isack Hadjar steps up to FREC with R-ace GP». FormulaScout.com (en inglés). Consultado el 4 de enero de 2021.
17. ↑  Allen, Peter (15 de febrero de 2021). «Hadrien David joins R-ace GP for Formula Regional Europe». FormulaScout.com (en inglés). Consultado el 15 de febrero de 2021.
18. ↑  Wood, Elliot (16 de febrero de 2021). «R-ace GP becomes first four-car FREC team of 2021 with Lena Buhler». FormulaScout.com (en inglés). Consultado el 16 de febrero de 2021.
19. ↑  Wood, Elliot (20 de diciembre de 2020). «Maloney switches from Euroformula to FREC with R-ace GP for 2021». FormulaScout.com (en inglés). Consultado el 20 de diciembre de 2020.
20. ↑  Wood, Ida (4 de octubre de 2021). «Sami Meguetounif steps up to FREC with R-ace GP for two rounds». FormulaScout.com (en inglés). Consultado el 4 de octubre de 2021.
21. 1 2  Wood, Elliot (8 de marzo de 2021). «G4 Racing takes over Bhaitech’s Formula Regional Europe entry». FormulaScout.com (en inglés). Consultado el 8 de marzo de 2021.
22. ↑  «G4 Racing to field Callum Hedge at Monza». Campeonato de Fórmula Regional Europea (en inglés). 18 de octubre de 2021. Consultado el 18 de octubre de 2021.
23. ↑  Wood, Ida (9 de junio de 2021). «Belov switches to G4 Racing for rest of FREC season after debut podium». FormulaScout.com (en inglés). Consultado el 9 de junio de 2021.
24. 1 2 3  «FRECA 2021 - FRA - Cars and Drivers Admitted» (PDF). Campeonato de Fórmula Regional Europea (en inglés). 27 de mayo de 2021. Consultado el 15 de octubre de 2021.
25. ↑  «G4 Racing adds Alessandro Famularo and expands to three cars in Barcelona». Campeonato de Fórmula Regional Europea (en inglés). 23 de abril de 2021. Consultado el 23 de abril de 2021.
26. ↑  Wood, Ida (23 de marzo de 2021). «Belen Garcia adds part-time FREC campaign alongside W Series». FormulaScout.com (en inglés). Consultado el 23 de marzo de 2021.
27. ↑  «William Alatalo joins Arden's Formula Regional ranks for 2021 season». Arden Motorsport (en inglés). 22 de febrero de 2021. Consultado el 22 de febrero de 2021.
28. ↑  Allen, Peter (24 de febrero de 2021). «Arden completes FREC line-up with Nicola Marinangeli». FormulaScout.com (en inglés). Consultado el 24 de febrero de 2021.
29. ↑  Formula Scout (23 de febrero de 2021). «Alex Quinn continues Arden partnership into FREC». FormulaScout.com (en inglés). Consultado el 23 de febrero de 2021.
30. ↑  Wood, Elliot (15 de marzo de 2021). «Alexandre Bardinon returns to FREC as FA Racing driver». FormulaScout.com (en inglés). Consultado el 15 de marzo de 2021.
31. ↑  Wood, Elliot (11 de marzo de 2021). «Andrea Rosso steps up to Formula Regional Europe with FA Racing». FormulaScout.com (en inglés). Consultado el 11 de marzo de 2021.
32. ↑  Allen, Peter (15 de abril de 2021). «Gabriel Bortoleto makes FA Racing switch before FREC opener». FormulaScout.com (en inglés). Consultado el 15 de abril de 2021.
33. ↑  Wood, Ida (7 de octubre de 2021). «Arias Deukmedjian to debut in FREC with FA Racing». FormulaScout.com (en inglés). Consultado el 7 de octubre de 2021.
34. 1 2  Wood, Elliot (25 de febrero de 2021). «Monolite Racing signs Pietro Delli Guanti and Jasin Ferati for FREC». FormulaScout.com (en inglés). Consultado el 25 de febrero de 2021.
35. ↑  Wood, Ida (20 de julio de 2021). «Dexter Patterson set to race in both British F3 and FREC this weekend». FormulaScout.com (en inglés). Consultado el 20 dw julio de 2021.
36. ↑  Wood, Ida (6 de septiembre de 2021). «Jose Garfias to debut in FREC at Red Bull Ring with Monolite Racing» (en inglés). Consultado el 6 de septiembre de 2021.
37. ↑  Wood, Elliot (20 de enero de 2021). «Tommy Smith finally joins JD Motorsport in F3 after pandemic delay». FormulaScout.com (en inglés). Consultado el 20 de enero de 2021.
38. ↑  Wood, Ida (27 de mayo de 2021). «Belov joins JD Motorsport in FREC after missing out on FIA F3 seat». FormulaScout.com (en inglés). Consultado el 27 de mayo de 2021.
39. ↑  Wood, Ida (14 de julio de 2021). «FIA F3 racer Ido Cohen moves into FREC with JD Motorsport». FormulaScout.com (en inglés). Consultado el 14 de julio de 2021.
40. ↑  Cuenca, Pedro Luis (5 de enero de 2021). «Eduardo Barrichello muda para Europa e anuncia disputa da F-Regional Alpine em 2021». GrandePremio.com.br (en portugués). Consultado el 5 de enero de 2021.
41. ↑  «HAVERKORT STAYS WITH MP MOTORSPORT FOR PROMOTION TO FORMULA REGIONAL EUROPEAN». MP Motorsport (en inglés). 24 de marzo de 2021. Archivado desde el original el 15 de abril de 2021. Consultado el 24 de marzo de 2021.
42. 1 2  «COLAPINTO AND GOETHE TEAM UP AT MP MOTORSPORT FOR FORMULA REGIONAL EUROPEAN SEASON». MP Motorsport (en inglés). 16 de marzo de 2021. Archivado desde el original el 16 de marzo de 2021. Consultado el 16 de marzo de 2021.
43. ↑  «DILANO VAN ‘T HOFF TO MAKE FRECA DEBUT IN VALENCIA». MP Motorsport (en inglés). 22 de septiembre de 2021. Consultado el 22 de septiembre de 2021.
44. 1 2  Wood, Elliot (24 de febrero de 2021). «DR Formula to run Benavides, Bortoleto and Pesce in FREC». FormulaScout.com (en inglés). Consultado el 24 de febrero de 2021.
45. ↑  «FRANCESCO PIZZI STAYS WITH VAR FOR 2021 FRECA». Van Amersfoort Racing (en inglés). 12 de febrero de 2021. Consultado el 12 de febrero de 2021.
46. ↑  «LORENZO FLUXÁ COMPETES WITH VAR IN 2021 FRECA». Van Amersfoort Racing (en inglés). 16 de febrero de 2021. Consultado el 16 de febrero de 2021.
47. ↑  Wood, Ida (13 de abril de 2021). «Mari Boya switches from FA Racing to Van Amersfoort Racing for FREC». FormulaScout.com (en inglés). Consultado el 13 de abril de 2021.
48. ↑  «13 teams ready for the new series». AciSport.it (en italiano). 9 de diciembre de 2020. Consultado el 10 de diciembre de 2020.
49. ↑  Wood, Elliot (9 de diciembre de 2020). «FREC calendar grows to 10 rounds and two F1 support slots for 2021». FormulaScout.com (en inglés). Consultado el 10 de diciembre de 2020.